# 张仲实
张仲实（1903年—1987年），原名张安人，笔名任远，实甫，男，陕西陇县人，中华人民共和国马列主义理论家、翻译家、出版家。

## 生平

### 民国时期
1925年1月，加入中国共产党。1926年考入上海大学社会科学系。同年10月，受中共派遣去苏联东方劳动者共产主义大学学习。1928年，中山大学并入后，转入莫斯科中山大学，在张闻天领导的翻译班从事马列主义教材的翻译工作。1930年回国，派去唐山京东特委任宣传部部长。后回天津另行分派工作，适省委遭破坏，去上海参加邹韬奋主编的《大众生活》的编辑工作。1931年9月，考进神州国光社，任校对。1933年，在上海中山文化教育馆的《时事类编》旬刊从事编译工作。  
1935年初任生活书店总编辑，后兼任理事会主席，主编《世界知识》期刊，编辑出版“青年自学丛书”、“黑白丛书”、“救亡丛书”、“世界学术名著译丛”等。他主编青年自学丛书和《世界知识》、《国民公论》等刊物，还参加编辑《抗战三日刊》。1939年到迪化，在新疆学院任政治经济系系主任，兼任新疆文化协会副会长（茅盾为会长）。1941年7月，任中共中央马列学院编译主任。校订从英文版翻译的《列宁选集》20卷。在中央研究院任国际问题室主任、国际问题研究组组长。他编译了《列宁斯大林论中国》、《列宁斯大林论社会主义建设》、《社会发展简史》等书。1943年至1946年，任中共中央宣传部出版科副科长、教育科科长、中共中央宣传部出版处处长、中共中央政治研究室国际问题研究组组长等职，主管马恩列斯著作的翻译和出版工作。

### 共和国时期
中华人民共和国成立后，历任中共中央宣传部国际处处长，中共中央西北局宣传部副部长，中国俄罗斯友好协会党组副书记，中共中央马恩列斯著作翻译局副局长、顾问。1954年，回京任中共中央马恩列斯著作编译局副局长，参与翻译出版《马克思恩格斯全集》、《列宁全集》和《斯大林全集》的组织领导和审稿工作。曾当选全国政协第四届和第五届委员，以及第六届全国政协常委。1987年去世。